# Perjaya Barat
Perjaya Barat is een bestuurslaag in het regentschap Ogan Komering Ulu van de provincie Zuid-Sumatra, Indonesië. Perjaya Barat telt 1617 inwoners (volkstelling 2010).